# Butch Harmon

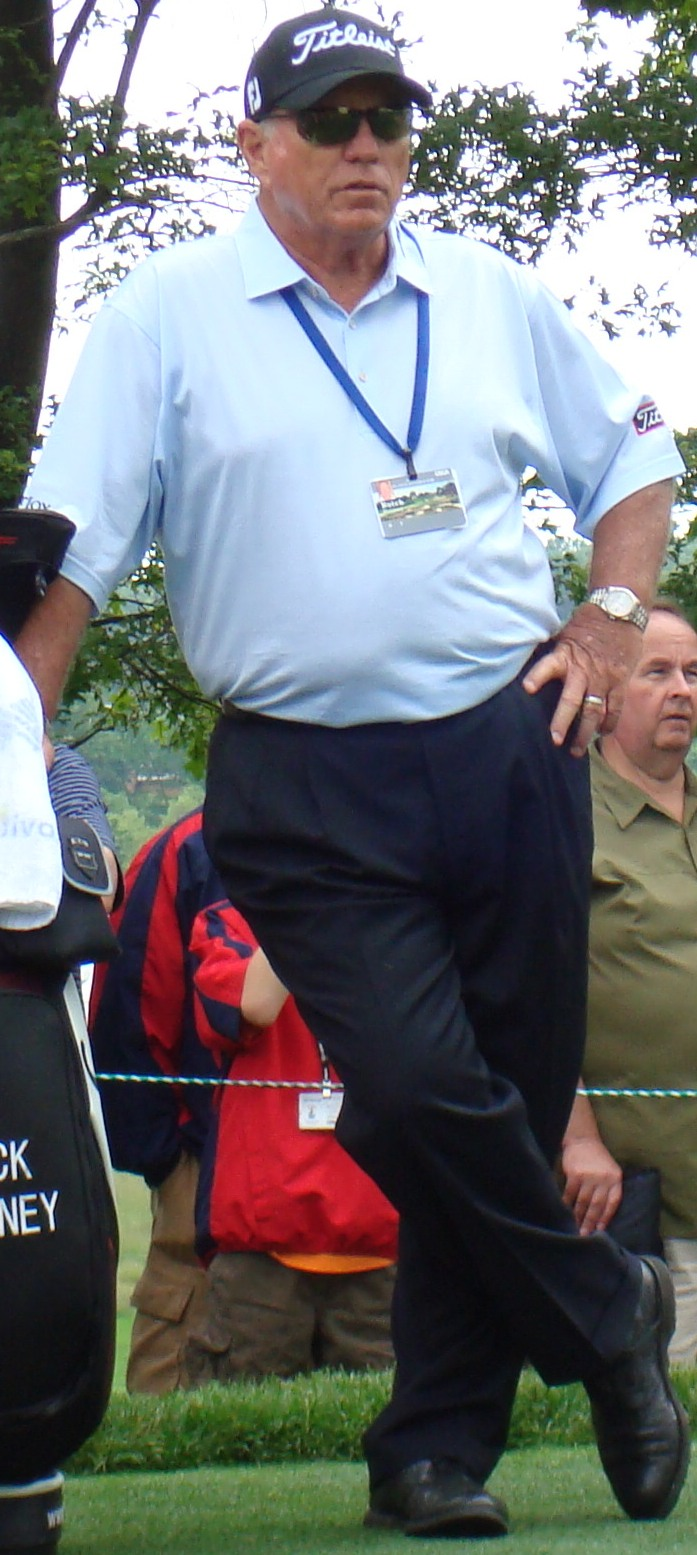
Butch Harmon 2009

Claude „Butch“ Harmon, Jr. (* 28. August 1943) ist einer der bekanntesten und erfolgreichsten US-amerikanischen Golftrainer.

## Leben
Sein Vater Claude Harmon war 1948 Masters Champion und ebenfalls Golflehrer. Harmons Brüder Craig und Bill sind ebenfalls Golflehrer; sein Bruder Dick, ebenfalls ein Top-Pro, starb 2006 im Alter von 58.

## Laufbahn als Golfspieler
Von 1969 bis 1971 war Harmon auf der PGA Tour aktiv. 1971 gelang ihm bei den B.C. Open der Sieg.

## Arbeit als Trainer
Nach dem Ende seiner Laufbahn als aktiver Golfspieler ging er nach Marokko und wurde persönlicher Coach von König Hassan II. Bereits Harmons Vater hatte diesen unterrichtet. 1975 kehrte er in die USA zurück und wurde Golftrainer im Crow Valley Club (Iowa). In den 1980er Jahren zog er sich zwischenzeitlich vom Trainerberuf zurück und wirkte am Bau von Golfplätzen mit. Einer breiten Öffentlichkeit bekannt wurde Harmon ab 1993 als Coach von Tiger Woods zu Beginn von dessen Karriere. Harmon arbeitete darüber hinaus mit einer Reihe von Top-Spielern zusammen, darunter die Major Gewinner Greg Norman, Davis Love III, Fred Couples, Severiano Ballesteros, Mark Calcavecchia Darren Clarke und seit 2007 mit Phil Mickelson. Harmon betreibt die Butch Harmon School of Golf im Rio Secco Golf Club in Las Vegas (Nevada). 
Im November 2013 wählten ihn mittels einer Umfrage des US-amerikanischen Magazins Golf Digest seine Kollegen zum besten Golflehrer des Jahres. Es war der siebte Spitzenplatz in Folge.